# Saint-Germier (Deux-Sèvres)
Saint-Germier és un municipi francès situat al departament de Deux-Sèvres i a la regió de la Nova Aquitània. L'any 2007 tenia 185 habitants.

## Demografia

### Població
El 2007 la població de fet de Saint-Germier era de 185 persones. Hi havia 80 famílies de les quals 28 eren unipersonals (12 homes vivint sols i 16 dones vivint soles), 20 parelles sense fills, 24 parelles amb fills i 8 famílies monoparentals amb fills.
La població ha evolucionat segons el següent gràfic:
Habitants censats

### Habitatges
El 2007 hi havia 124 habitatges, 85 eren l'habitatge principal de la família, 27 eren segones residències i 12 estaven desocupats. 120 eren cases i 2 eren apartaments. Dels 85 habitatges principals, 70 estaven ocupats pels seus propietaris, 12 estaven llogats i ocupats pels llogaters i 3 estaven cedits a títol gratuït; 1 tenia una cambra, 6 en tenien dues, 17 en tenien tres, 24 en tenien quatre i 37 en tenien cinc o més. 58 habitatges disposaven pel capbaix d'una plaça de pàrquing. A 41 habitatges hi havia un automòbil i a 34 n'hi havia dos o més.

### Piràmide de població
La piràmide de població per edats i sexe el 2009 era:
| Homes | Edats   | Dones |
| ----- | ------- | ----- |
| 0     | 95 o +  | 0     |
| 0     | 90 a 94 | 0     |
| 4     | 85 a 89 | 0     |
| 0     | 80 a 84 | 0     |
| 4     | 75 a 79 | 16    |
| 4     | 70 a 74 | 0     |
| 8     | 65 a 69 | 4     |
| 8     | 60 a 64 | 8     |
| 4     | 55 a 59 | 0     |
| 4     | 50 a 54 | 12    |
| 16    | 45 a 49 | 8     |
| 0     | 40 a 44 | 4     |
| 0     | 35 a 39 | 0     |
| 8     | 30 a 34 | 0     |
| 12    | 25 a 29 | 16    |
| 12    | 20 a 24 | 0     |
| 12    | 15 a 19 | 0     |
| 0     | 10 a 14 | 0     |
| 0     | 5 a 9   | 12    |
| 12    | 0 a 4   | 0     |

## Economia
El 2007 la població en edat de treballar era de 110 persones, 75 eren actives i 35 eren inactives. De les 75 persones actives 70 estaven ocupades (41 homes i 29 dones) i 6 estaven aturades (2 homes i 4 dones). De les 35 persones inactives 12 estaven jubilades, 6 estaven estudiant i 17 estaven classificades com a «altres inactius».

### Ingressos
El 2009 a Saint-Germier hi havia 89 unitats fiscals que integraven 182 persones, la mediana anual d'ingressos fiscals per persona era de 14.471 €.

### Activitats econòmiques
Dels 6 establiments que hi havia el 2007, 3 eren d'empreses de construcció, 1 d'una empresa de comerç i reparació d'automòbils, 1 d'una empresa d'hostatgeria i restauració i 1 d'una empresa de serveis.
Dels 4 establiments de servei als particulars que hi havia el 2009, 2 eren paletes, 1 guixaire pintor i 1 restaurant.
L'any 2000 a Saint-Germier hi havia 18 explotacions agrícoles que ocupaven un total de 868 hectàrees.

## Poblacions més properes
El següent diagrama mostra les poblacions més properes.